# General Alvear (partido)
General Alvear (Partido de General Alvear) is een partido in de Argentijnse provincie Buenos Aires. Het bestuurlijke gebied telt 10.897 inwoners. Tussen 1991 en 2001 steeg het inwoneraantal met 32,23 %.

## Plaats in partido General Alvear
- General Alvear